# ウィレム・デ・クーニング

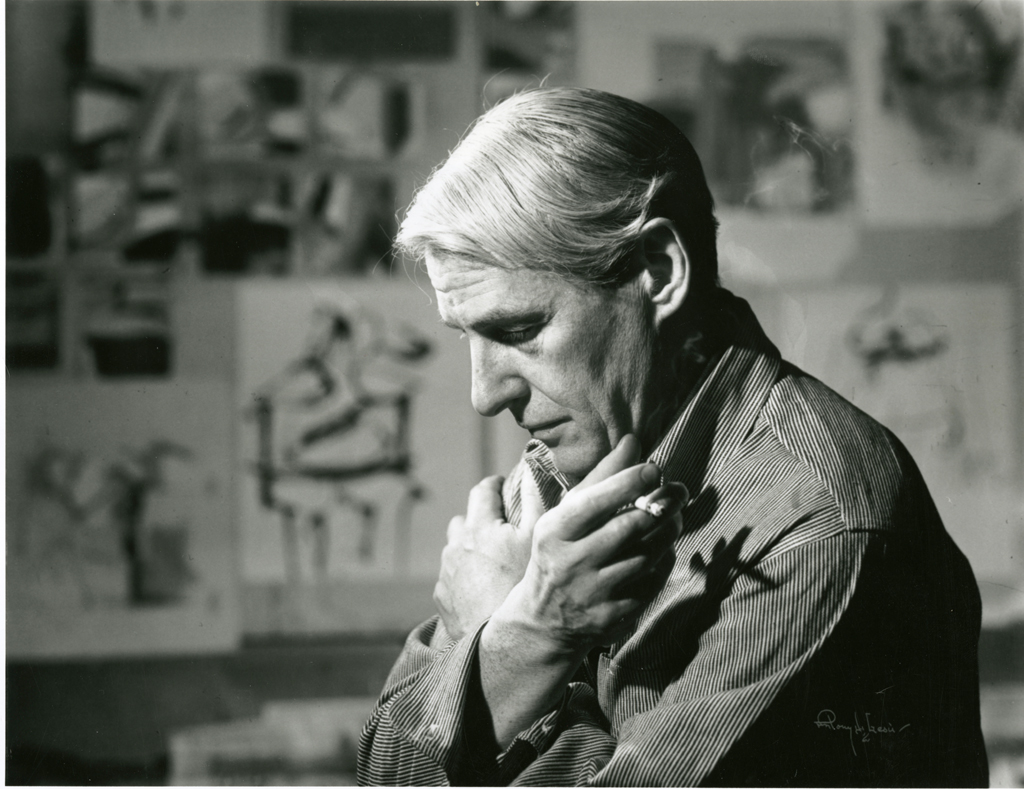
ウィレム・デ・クーニング

ウィレム・デ・クーニング（Willem de Kooning, 1904年4月24日 - 1997年3月19日）は、20世紀のオランダ出身の画家。主にアメリカで活動した。抽象表現主義の画家で、激しい筆触が特色である。ジャクソン・ポロックやマーク・ロスコと並ぶ、抽象表現主義の代表画家である。

## 来歴
デ・クーニングは、ジャクソン・ポロックと並ぶ「アクション・ペインティング」の代表的作家であり、抽象表現主義の創始者の一人として、20世紀抽象表現主義のジャンルでは重要な画家である。1904年、オランダのロッテルダムに生まれた。青年期は商業美術の会社で働くかたわら、ロッテルダム美術工業学校の夜学で学んだ。オランダ時代にはモンドリアンらの「デ・ステイル」運動に接している。

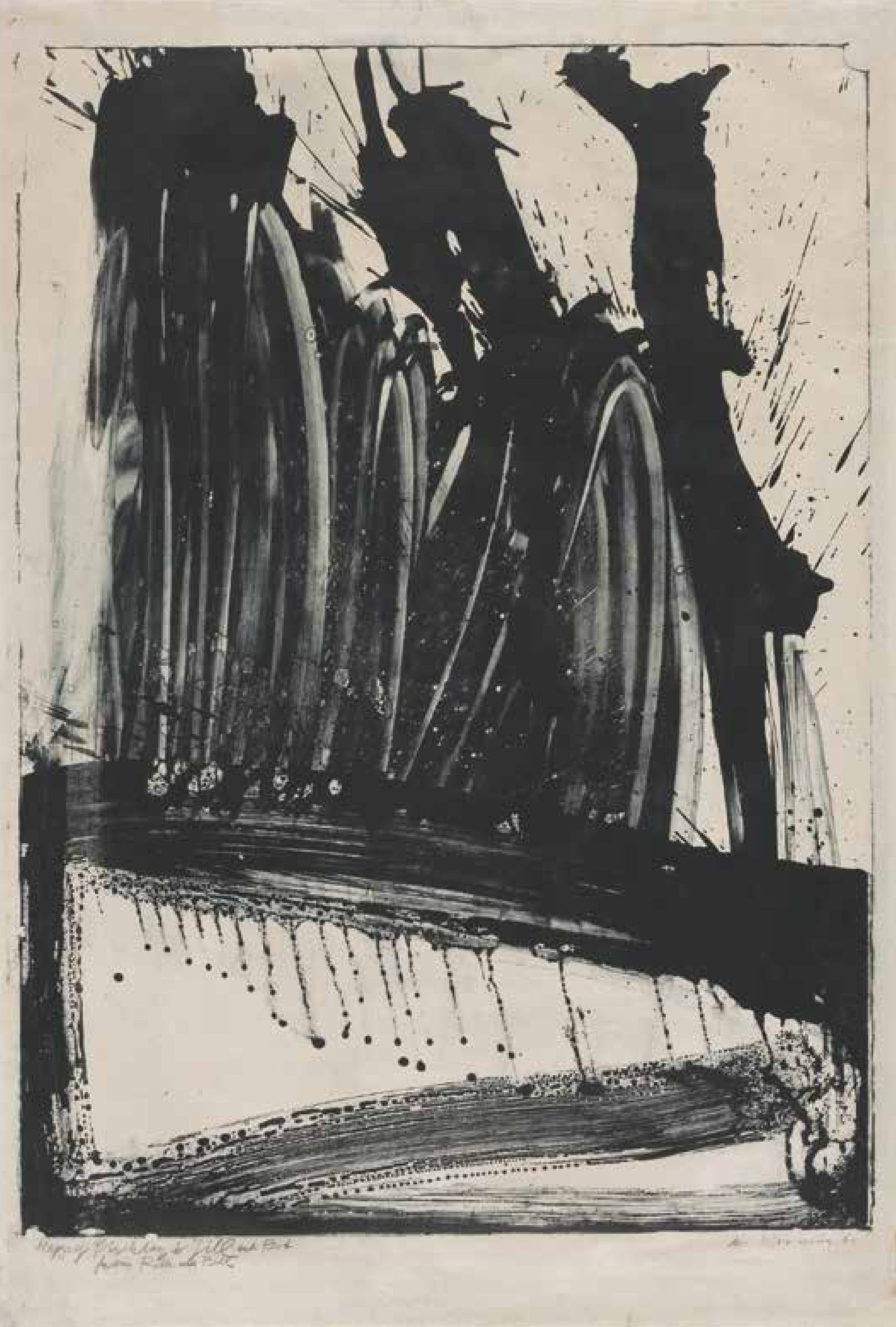
「Litho -2」

1926年渡米し、ニューヨークで活動した。彼はウッドストックのアート・コロニーに加わった。1928年頃、アーシル・ゴーキー（アルメニアから移住）、スチュアート・デイヴィス、ジョン・グレアムと知り合い、彼らを三銃士と呼んだ。デ・クーニングは、1930年代半ばまでは、商業美術の仕事で生計を立てていた。また、ポロック、マーク・ロスコら他の抽象画家たちとともに、WPA（公共事業促進局）の連邦美術計画の仕事にも携わった。連邦美術計画とは、ニュー・ディール政策の一環として、画家たちに公共建築の壁画の制作等を委嘱したものである。1948年、ニューヨークのイーガン画廊で初の個展を開催して、ノースカロライナのブラック・マウンテン・カレッジで教えた。
デ・クーニングは、1940年代頃からは人物表現に関心を寄せ始める。1950年代初期から始まった「女」のシリーズがよく知られている。ポロックの「ドリッピング」（絵具をしたたらせる）絵画とは異なり、デ・クーニングの描く「女」はキャンバスに筆で描いたものであるが、感情のおもむくままに筆を走らせたように見える画面は、ほとんど抽象に近付いている。その後、画面から具体的なイメージを排した抽象的な作品を描いていた時期もあるが、1960年代後半から再び「女」のテーマに取り組んでいる。1997年、92歳の長寿を全うした。

## 代表作
- 発掘（1950）（シカゴ・アート・インスティテュート）
- 女と自転車（1952-53）（ニューヨーク、ホイットニー美術館）